# Kingli
Kingli – wieś w Estonii, w prowincji Sarema, w gminie Laimjala.